# Gottfrid Svartholm
Per Gottfrid Svartholm Warg, alias anakata, (né le 17 octobre 1984), est un expert informatique d'origine suédoise, principalement connu pour être le copropriétaire de la société d'hébergement PRQ et le cofondateur avec Fredrik Neij et Peter Sunde du site The Pirate Bay, un moteur de recherche BitTorrent.

## Condamnations et prison
Il est condamné en 2009 en Suède à un an de prison et 2 700 000 euros d'amende, mais il fuit au Cambodge.
Le 30 août 2012, à la demande des autorités suédoises, Gottfrid Svartholm est arrêté par la police cambodgienne à Phnom Penh où il vivait depuis plusieurs années.
Il est condamné de nouveau en Suède en 2013 pour l'intrusion dans des sites d'entreprises ayant collaboré avec le gouvernement suédois (peine de deux ans de prison), puis encore au Danemark, en 2014, pour l'intrusion dans le site web d'une entreprise américaine (peine de trois ans et demi de prison). Il est libre le 28 septembre 2015.